# الكامل محمد بن غازي
محمد بن غازي بن محمد بن أيوب هو ابن المظفر غازي وآخر أمير أيوبي لميافارقين، حيث أستمر حكمه من عام 1247 حتى توفي عام 1260.

## التعريف به
(.../658ه-1260م)
الاسم: محمد بن غازي بن محمد بن أيوب
فهو الملك الكامل الشهيد ناصر الدين محمد ابن الملك المظفر شهاب الدين غازي ابن السلطان الملك العادل أبي بكر محمد بن أيوب بن شادي، وقيل شاذي

## طرف من أدبه وأخلاقه
"وكان صاحب ميافارقين أديباً فاضلاً، وله نظم جيد، فمنه قوله:

تُرَة تسَمْعُ الدنيا بما أنا طالبٌ... فلى عزَماتٌ دونهن الكواكب

وإن يكن الناعى بموتى مُعرضاً... فأيُّ كريم ما نَعْتهُ النوائبُ

ومن كان ذكر الموت في كّل ساعةٍ... قريباً له هانت عليه المصائب

وما عجبي إلا تأسُّفُ عاقِلٍ... على ذاهبٍ من ماله وهو ذاهبُ

## موقفه مع التتار
تملك الكامل ميافارقين وغيرها بعد أبيه سنة 645هـ وكان محبوبا من رعيته عادل السيرة فيهم، وقد استتب له الأمر فيها وما جاورها إلى حين ظهور التتار فكان أول من صمد أمامهم، وأعلن الجهاد، رغم تخاذل من حوله، وبعثهم الهدايا والأموال طلبا لرضاء هولاكو وتأمينا لمناصبهم ومراكزهم، ولم يكن يغفل أهمية الصلح، خصوصا في مواجهة عدو لا قبل له به، فراسل التتار في أول الأمر ودارهم، إلا أنه أدرك أنهم لم يكونوا يبحثون عن صلح وسلام، إنما يطلبون منه الإستسلام التام، والخضوع لهم مقابل أن يظل في منصبه، فرفض في إباء وشجاعة وصمد صمودا أسطوريا، ملأ هولاكو عليه غضبا وغيظا وحقدا
قال أبو الفتح موسى بن محمد اليونيني:
«كان أولاً يداري التتر فلما خبر باطن أمرهم وأن المداراة لا تفيد معهم انجذب منهم فلما علم أنهم على عزم قصده قدم على الملك الناصر صلاح الدين يوسف بدمشق مستغيثاً ومستنجداً على التتر فوعده بالنجدة بعد أن أكرمه غاية الإكرام وقدم له من التحف والخيول وغيرها ما يجل مقداره وعاد الملك الكامل إلى ميافارقين ولم يمكن الملك الناصر إنجاده لما رأى من تخاذل أصحابه وضعف قلوبهم عن مقابلة التتر لكثرتهم ولأنه لم يتفق إلى تلك الغاية من انتصف منهم وقد ملكوا العراق والعجم والروم وغير ذلك من الأقاليم والبلاد»
ومما يجدر ذكر أن الكامل كانت له معرفة بالتتر، تفوق غيره، وذلك لأن والده رحمه الله كان قد تصدى لهم من قبل، وهزمهم
"وكان أول من احتك عسكرياً - بشكل فعلي - مع التَّتار من بني أيوب هو شهاب الدين غازي[والد الكامل محمد بن غازي] فبعد هزيمة التتار لجلال الدين منكبرتي عام 628هـ/1231م هاجمت فرقة منهم مَيَّافارقين، فتصَّدى لهم شهاب الدين "وكسرهم وغنم أسلحتهم، ويبدو أنه كان أكثر بني أيوب معرفة بالتتار وبتقدير قوَّتهم الحقيقية، فمع تغلُّبه على فرقة منهم إلا أنّه طلب من السُّلطان الكامل الدعم، لأن التَّتار أصبحوا على حدوده، وربمَّا كان شهاب الدَّين موقناً بأن موجة من الصراع الدامي لا يُمكن لأحد أن يتنبَّأ بنتائجها ستضرب المنطقة، فطلب من الكامل - أيضاً - الإذن لنقل حريمه إلى مصر، وجاء جواب الكامل، جواب من لازال يعيش مرحلة قبلة التَّتَّار، فقد ردَّ عليه: إن أُخِذت مَيَّا فارقين أخذَتِ مصر، وكيف يليق ببني أيوب أن يفسحوا لك بذلك وراءهم خمسون ألف فارس"

## الحرب وإعلان الجهاد
"لما وصلت الأنباء إلى الملك الكامل محمد بسقوط بغداد أعد العدة للجهاد، ولما بلغ الأمر إلى هولاكو أراد أن يفت في عزم الملك الكامل فأرسل إليه رسولاً يوحي إليه بالاستسلام كغيره من الأمراء الأيوبيين، وكان الرسول نصرانيًّا عربيًّا اسمه "قسيس يعقوبي"، وذلك لأمرين حتى يستطيع التفاهم مع الملك الكامل بلغته، والأمر الثاني لتوصيل رسالة غير مباشرة إلى الكامل بأن النصارى مع هولاكو، فوقع الكامل بين أرمينيا النصرانية المتحالفة مع التتار من الشرق، والكرج النصرانية في الشمال الشرقي، ومن الجنوب الشرقي التتار، ومن الغرب إمارات السلاجقة العميلة للتتار، ومن الجنوب الغربي إمارة حلب العميلة للتتار.
غير أن كل هذا لم يفت في عزم الملك الكامل، وحتى يعلن الحرب على التتار ولا يعطي فرصة لنفسه أو لمن معه بالتخاذل، فقد أقدم على قتل الرسول، معلنًا بذلك الحرب على التتار"

## الملحمة التاريخية
سبق ذكر أن الكامل فطن لمقصد التتار، وأنهم يريدون استسلاما لا سلما، فقد وفد إليهم من قبل، وأكدت وقعة بغداد أنهم لا أمان لهم ولا سلام، فرفض العرض وقتل الرسول، وتجهز للحرب والنزال، فأرسل إليه هولاكو ابنه أشموط ورغم قلة العدد وجبن المجاورين له وتخاذلهم عن نصرته، فقد صمد وقاتل وثبت قريبا من السنتين يقاتلهم واشترك معه جميع أهل البلد في جهاد عظيم حتى قاتلت معه النساء إلى أن فنوا جميعا رحم الله أولئك الأبطال ولم يبق منهم بعد الألوف الا قريبا من السبعين أو التسعين إنسانا، وقد هابهم التتر حتى أنهم لم يجسروا على دخول المدينة حتى بعد سقوطها..
قال الذهبي:"حدثني الشيخ محمود بن عبد الكريم الفارقي قال: سار الكامل إلى قلاع بنواحي آمد فأخذها، ثم نقل إليها أهله، وكان أبي في خدمته، فرحل بنا إلى قلعة منها، فعبرت التتار علينا، فاستنزلوا أهل الملك الكامل بالامان من قلعة أخرى، وردوا بهم علينا، وأنا صبي مميز، وحاصروا ميافارقين أشهرا، فنزل عليهم الثلج، وهلك بعضهم، وكان الكامل يبرز إليهم ويقاتلهم، وينكي فيهم فهابوه، ثم بنوا عليهم سورا بإزاء البلد، بأبرجة، ونفدت الاقوات، حتى كان الرجل يموت فيؤكل، ووقع فيهم الموت، وفتر عنهم التتار وصابروهم، فخرج إليهم غلام أو أكثر وجلوا للتتار أمر البلد، فما صدقوا، ثم قربوا من السور وبقوا أياما لا يجسرون على الهجوم، فدلى إليهم مملوك للكامل حبالا فطلعوا إلى السور فبقوا أسبوعا لا يجسرون، وبقي بالبلد نحو التسعين بعد ألوف من الناس، فدخلت التتار دار الكامل وأمنوه، وأتوا به هولاكو بالرها فإذا هو يشرب الخمر، فناول الكامل كأسا فأبى، وقال: هذا حرام، فقال لامرأته: ناوليه أنت، فناولته فأبي، وشتم وبصق - فيما قيل - في وجه هولاكو، وكان الكامل ممن سار قبل ذلك ورأى القان الكبير، وفي اصطلاحهم من رأى وجه القان لا يقتل، فلما واجه هولاكو بهذا استشاط غضبا وقتله.
ثم قال: وكان الكامل شديد البأس، قوي النفس، لم ينقهر للتتار بحيث إنهم أخذوا أولاده من حصنهم، وأتوه بهم إلى تحت سور ميافارقين، وكلموه أن يسلم البلد بالامان فقال: ما لكم عندي إلا السيف.
قلت: طيف برأسه بدمشق بالطبول، وعلق على باب الفراديس، فلما انقلعوا، وجاء المظفر دفن الرأس"
«وفي تاريخ بيبرس: ثم سار هلاون-هولاكو- عن بغداد بعد انقضاء الشتاء إلى الشام، وجرد جيشاً إلى ميافارقين صحبة صرطق نوين وقطغان نوين، وكان بها الملك الكامل ناصر الدين محمد بن الملك المظفر شهاب الدين غازى بن الملك العادل أبي بكر بن أيوب بن شادى، فحاصروها ونصبوا عليها المنجنيقات من كل ناحيةٍ، فقاتلت أهلها وامتنعوا عن تسليمها، وصبروا أنفسهم على الحصار الشديد والجوع المبيد، حتى أكلوا الميتات والدزواب والسنانير والكلاب، وطال عليهم الأمد، وقلت منهم القوة والجلد، فاستولى التتار على المدينة وفتحوها، وكانت مدة مقامهم على حصارها سنتين، فقتلوا وسبوا من أهلها خلقا كثيراً، وفنى الجُند من كثرة القتال، واشتداد النزال وأُسِرَ من بقى منهم، وأخذ صاحبها ناصر الدين الملك الكامل وتسعة نفر من مماليكه وأحضروا بين يدي هلاون، فقتلوا إلا مملوكاً واحداً اسمه قرا سنقر، أبقاه هلاون، وذلك أنه سألهم عن وظائفهم، فذكر له ذلك المملوك أنه كان أمير شكار للسلطان، فاستبقاه وسلم إليه شيئاً من الطيور الجوارح وحظِى عنده، واتفق حضوره إلى الديار المصرية في الأيام الظاهرية، فأعطاه السلطان إقطاعاً، وجعله مقدم في الحلقة.»
«سير هولاكو أشموط لمحاصرة الملك الكامل فحصره حصراً شديداً وبقي الملك الكامل مجاهداً للتتر صابراً لقتالهم حتى فني أكثر أهل ميافارقين وعمهم الموت قتلاً وفناء لكثرة الغلاء وعدم الأقوات وبقي محصوراً دون سنتين فعند ذلك ضعفت القوى عن محاربة العدو فاستولوا على ميافارقين واستشهد الملك الكامل قدس الله روحه وحمل رأسه على رمح وطيف به في البلاد فوصلوا به إلى حلب ثم إلى حماة وحمص وبعلبك وشاهدته وهو يطاف به بمدينة بعلبك ثم وصلوا به إلى دمشق يوم الاثنين سابع وعشرين جمادى الأولى وطافوا به بالمغاني والطبول ثم علق الرأس بسور باب الفراديس فلم يزل معلقاً في شبكة إلى أن عادت دمشق إلى المسلمين فدفن بمشهد الرأس داخل باب الفراديس»

## ترحم العلماء والمؤرخون وثناؤهم عليه
يقول الذهبي في: «كان شابًّا، عاقلاً، شجاعًا، مهيبًا، محسنًا إلى رعيته، مجاهدًا، غازيًا، دينًا، تقيًّا، حميد الطريقة»
وفي شذرات الذهب«وفيها الملك الكامل ناصر الدين محمد بن الملك المظفر شهاب الدين غازي بن العادل صاحب ميافارقين ملك سنة خمس وأربعين وستمائة وكان عالما فاضلا شجاعا عادلا محسنا إلى الرعية ذا عبادة وورع ولم يكن في بيته من يضاهيه حاصرته التتار عشرين شهرا حتى فنى أهل البلد بالوباء والقحط ثم دخلوا وأسروه فضرب هلاكو عنقه بعد أخذ حلب وطيف برأسه ثم علق على باب الفراديس ثم دفنه المسلمون بمسجد الرأس داخل الباب»
وقال الصفدي : «كان ملكًا جليلاً دينًا خيرًا، عالمًا مهيبًا شجاعًا محسنًا إلى الرعية، كثير التعبد والخشوع، لم يكن في بيته من يضاهيه».
«ومات الملك الكامل محمد بن المظفر غازي بن العادل أبي بكر بن أيوب بن شادي صاحب ميافارقين، وكان عالماً عادلاً محسناً، قتله التتار وحملوا رأسه إلى دمشق»
«والملك الكامل ناصر الدين محمد ابن الملك المظفر شهاب الدين غازي ابن العادل صاحب ميافارقين ملك سنة خمس وأربعين وكان عالمًا فاضلًا شجاعًا عادلًا محسنًا إلى الرعية ذا عبادة وورع ولم يكن في بيته من يضاهيه حاصرته التتار عشرين شهرًا حتى فني أهل البلد بالوباء والقحط ثم دخلوا وأسروه فضرب هولاوو عنقه بعد أخذ حلب وطيف برأسه ثم علق على باب الفراديس ثم دفنه المسلمون بمسجد الرأس داخل الباب»
«كان ملكاً جليلاً ديناً خيراً عادلاً عالماً محسناً إلى رعيته وسائر من في خدمته كثير التعبد والخشوع لم يكن في البيت الأيوبي من يضاهيه في ديانته وحسن طريقته ورضي عنه وكان التتار قد استولوا على جميع بلاده ومعاقله ومعظم أولاده وحرمه وأهله وهو محصور بميافارقين ثم ختم له بالشهادة على هذا الوجه الجميل بعد أن أفنى في مدة الحصار من التتار ما لا يحصى كثرة»

## رثائه ..
وقد أثار هذا الصمود العظيم والشجاعة الهائلة من الكامل وأهل بلدته قرائح الشعراء فكان ممن رثاهم منهم الشيخ شهاب الدين ابن أبي شامة فقال فيه ..
ابن غازي غـزا وجاهـد قومًا *** أثخنوا في العراق والمشرقيـن

طاهرا عاليا ومـات شهيـدًا *** بعد صبــرٍ عليهم عاميـن

لم يشنه أن طيف بالرأس منـه *** فلـه أسـوة برأس الحسيـن

وافق السبط في الشهادة والحمـ *** ـل لقد حـاز أجره مرتين

ثم واروا في مشهـد الرأس ذاك *** الرأس فاستعجبوا من الحالين

وارتجوا أنه يجيء لدى البعـث *** رفيـق الحسين في الجنتين

## استشهاده
" وأتوا به هولاكو بالرها فإذا هو يشرب الخمر، فناول الكامل كأسا فأبى، وقال: هذا حرام، فقال لامرأته: ناوليه أنت، فناولته فأبي، وشتم وبصق - فيما قيل - في وجه هولاكو.
وكان الكامل ممن سار قبل ذلك ورأى القان الكبير، وفي اصطلاحهم من رأى وجه القان لا يقتل، فلما واجه هولاكو بهذا استشاط غضبا وقتله "
"وفي هذه الأثناء حدث حادث أليم ومفجع، إذ سقطت مدينة ميافارقين تحت أقدام التتار بعد الحصار البشع الذي استمر عاماً ونصف عام ثمانية عشر شهراً متصلة من النضال والكفاح والجهاد.. وذلك دون أن تتحرك نخوة قلب أمير من الأمراء أو ملك من الملوك ثمانية عشر شهراً والناصر والأشرف والمغيث وغيرهم من الأسماء الضخمة يراقبون الموقف ولا يتحركون!..
سقطت مدينة ميافارقين الباسلة، واستبيحت حرماتها تماماً.. فقد جعلها أشموط بن هولاكو عبرة لكل بلد يقاوم في هذه المنطقة.. فقتل السفاح كل سكانها، وحرَّق ديارها، ودمرها تدميراً.. ولكنه احتفظ بالأمير الكامل محمد الأيوبي -- حياً ليزيد من عذابه، وذهب به إلى أبيه هولاكو وهو في حصار مدينة حلب..
استجمع هولاكو كل شره في الانتقام من الأمير البطل الكامل محمد الأيوبي --، فأمسك به وقيده، ثم أخذ يقطع أطرافه وهو حي، بل إنه أجبره أن يأكل من لحمه!!.. وظل به على هذا التعذيب البشع إلى أن أذن الله عز وجل للروح المجاهدة أن تصعد إلى بارئها..
)وَلَا تَحْسَبَنَّ الَّذِينَ قُتِلُوا فِي سَبِيلِ اللَّهِ أَمْوَاتًا بَلْ أَحْيَاءٌ عِنْدَ رَبِّهِمْ يُرْزَقُونَ * فَرِحِينَ بِمَا آتَاهُمُ اللَّهُ مِنْ فَضْلِهِ وَيَسْتَبْشِرُونَ بِالَّذِينَ لَمْ يَلْحَقُوا بِهِمْ مِنْ خَلْفِهِمْ أَلَّا خَوْفٌ عَلَيْهِمْ وَلَا هُمْ يَحْزَنُون * يَسْتَبْشِرُونَ بِنِعْمَةٍ مِنَ اللَّهِ وَفَضْلٍ وَأَنَّ اللَّهَ لَا يُضِيعُ أَجْرَ الْمُؤْمِنِينَ (آل عمران: (169- 171(
وعن أنس بن مالك قال: قال رسول الله صلى الله عليه وسلم: ما من عبد يموت له عند الله خير يسره أن يرجع إلى الدنيا ـ وأن له الدنيا وما فيها إلا الشهيد، لما يرى من فضل الشهادة، فإنه يسرّه أن يرجع إلى الدنيا، فيقتل مرة أخرى"
وقد يقول قائل: لقد قتل الكامل محمد الذي قاوم، كما قتل الخليفة المستعصم بالله الذي سلم ولم يقاوم!.. ولكن أقول لكم يا إخواني: شتان!!..
شتان بين من مات رافعاً رأسه، ومن يموت ذليلاً منكسراً مطأطئ الرأس..
شتان بين من مات وهو ممسك بسيفه، ومن مات وهو رافع يده بالتسليم..
شتان بين من مات بسهم في صدره وهو مقبل، ومن مات بسهم في ظهره وهو مدبر.."